# Белорусизация в Смоленской губернии

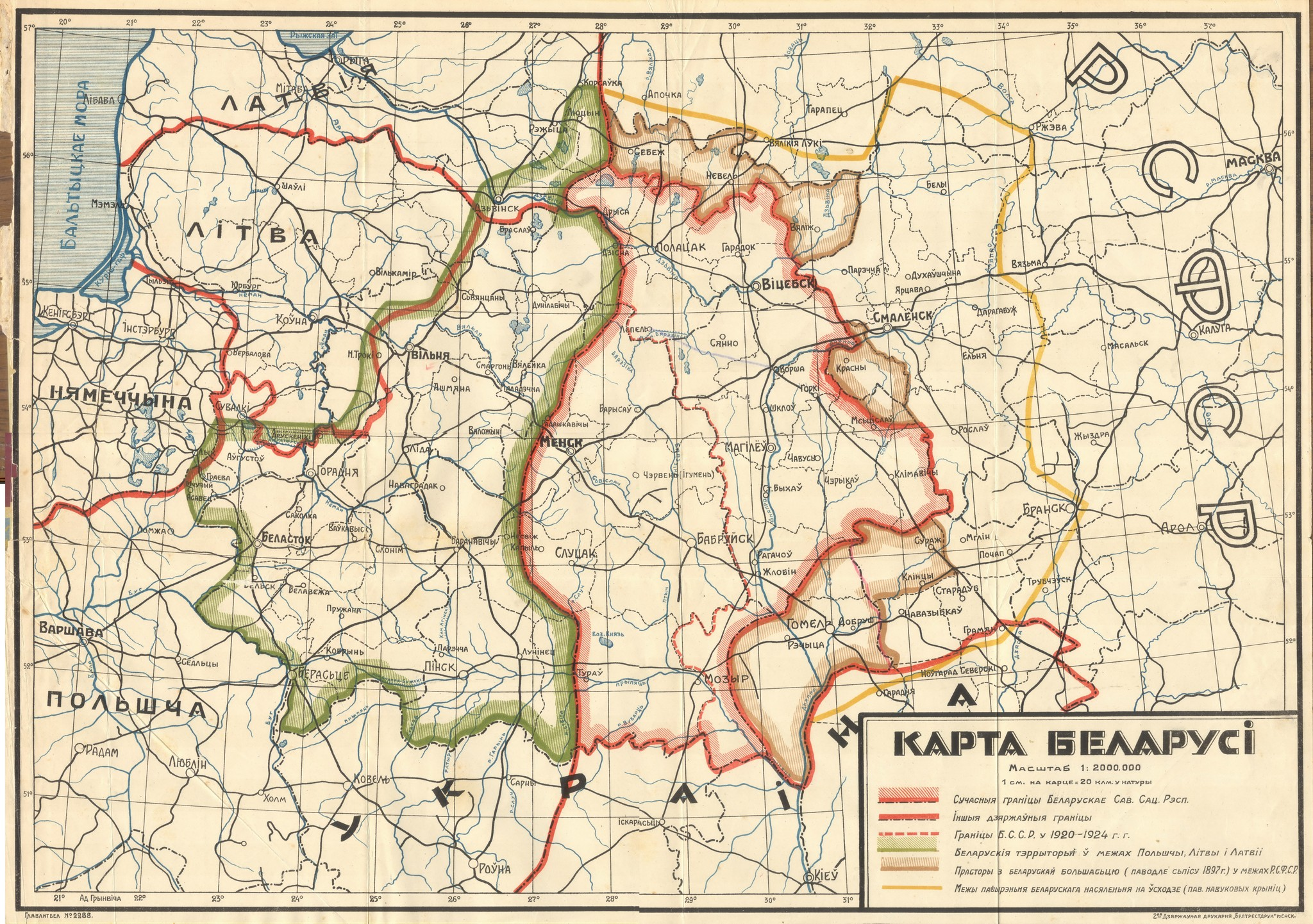
Карта Белоруссии 1924 года, изданная ЦИК Белорусской ССР в Минске под редакцией А. Сташевского, З. Жилуновича, В. Игнатовского и других. Здесь Смоленщина отмечена «в границах распространения белорусского населения на востоке (согласно научным источникам)». Отдельные районы в составе современной России (Невель, Себеж, Велиж, Красный) выделены как «пространства с белорусским большинством».

На Смоленщине значительную долю населения составляли белорусы. По этой причине в 1918 году на край предъявила свои претензии Белорусская Народная Республика. Позднее, 1 января 1919 года, в Смоленске была провозглашена Советская Социалистическая Республика Белоруссия. Губерния вошла в состав государства:26, но вскоре передана РСФСР.
Даже будучи частью России, регион оказался затронут белорусизацией. Однако в 1929 году данную политику в крае начали сворачивать, во многом из-за начала сталинских репрессий. Как местные власти, так и само белорусское население неохотно поддерживали практику белорусизации, лишь формально участвуя в ней.

## Предыстория
Со времён Позднего Средневековья Смоленщина пребывала в составе Великого Княжества Литовского и долгое время была объектом территориальных споров между Литвой и Россией. Согласно Андрусовскому перемирию 1667 года Смоленск окончательно закрепился за Россией, однако этнически местное население было преимущественно белорусским.
В феврале 1764 года Екатерина II в своём наставлении князю Вяземскому при вступлении им в должность генерал-прокурора заявила: «Сии провинции, также Смоленскую надлежит легчайшими способами привести к тому, чтоб они обрусели и перестали бы глядеть, как волки к лесу».
По состоянию на 1868 год в Смоленском уезде белорусы составляли 90,49% населения.

## Общий обзор
В Смоленской губернии, по данным переписи 1920 года, из 2 083 465 жителей белорусов насчитывалось 50 470 (2,62 %). Они были второй, после русских, этнической группой региона (по некоторым данным, их количество могло быть больше). Народ в основном проживал в Смоленском, Рославльском и Ельнинском уездах. Смоленское руководство и местное население воспринимали белорусов как часть русского этноса. В связи с этим местные власти предположительно занижали реальное их число в регионе, с неохотой осуществляя белорусизацию. Так, согласно официальным данным губернского руководства, на 1926 год в крае проживало 20 000 белорусов, в том числе 15 000 на деревне. Ранее ими назывались цифры в 50 000—84 000. Профессор Смоленского государственного университета Екатерина Клетнова, выступая 2 июля 1923 года на межведомственном губернском совещании комиссий по вопросу белорусов, заявила, что доля белорусского сельского населения во всей губернии за исключением Гжатского, Сычевского и части Вяземского уездов составляет до 90 %. Согласно исследованиям начала XX века (Е. Ф. Карского, М. В. Довнар-Запольского, В. Н. Добровольского), у сельских жителей региона преобладали белорусские элементы, в том числе в лексике.

## Ответственные
18 февраля 1923 года при Смоленском губернском отделе народного образования создано бюро национальных меньшинств. Белорусскую секцию органа возглавил Н. Агейчик. 12 апреля 1925 года был создан Совет по просвещению белорусов под председательством всё того же Агейчика.

## Школьное образование
В апреле 1923 года было постановлено ввести в 1923/1924 учебном году белорусоведение и белорусский язык в 150–200 школах первой и второй ступеней в уездах, где проживало белорусское население. Учебные учреждения обеспечены необходимыми пособиями как для учеников, так и для учителей. Летом 1923 года поднят вопрос о переводе части школ губернии на белорусский язык. 4 октября бюро нацменьшинств официально распорядилось перевести учреждения, где обучались дети-белорусы, на их родной язык. На 1925/1926 учебный год 20 школ в волостях Смоленского и Рославльского уездов полностью проводили обучение на белорусском. Педагоги предварительно прошли специальные курсы. С лета 1926 года подготовка учителей начала проходить более жёстко и организованно. Историки Евгений Кодин и Ольга Кобец отмечали, что смоленские курсы имели более широкий спектр предметов, чем минские. По состоянию на 1 января 1928 года в Смоленской губернии насчитывалось 2158 детей-белорусов школьного возраста (6–11 лет). Для их обучения имелась 61 белорусская школа.
В начале 1928 года во время проверки семи белорусских школ Рославльского уезда выявлены различные проблемы и недочёты в работе учреждений: местные власти безразлично относились к политике белорусизации, а занятия проводили русские учителя, которые не владели языком, в то время как белорусские педагоги к работе не допускались. 4 из 7 проверенных школ на белорусский язык обучения переведены не были. Как подчёркивалось в докладе о культработе среди белорусского населения губернии, само оно «уже настолько обрусело, что не придаёт белорусизации никакого значения». В октябре была проведена проверка в Руднянской 9-летней белорусской школе, где выявлены схожие проблемы. Более того, учреждение не имело нормальных учебных пособий. Как указано в отчёте, «несколько склянок, пара примитивных приборов – всё оборудование школы с огромным количеством учащихся». Однако часть учреждений всё же соответствовала требованиям, как, например, Юрцавичская белорусская школа. Как отметили Кодин и Кобец, в образовательных учреждениях имелась и другая проблема – однокомплектность белорусских школ. Историки пояснили, что учителю приходилось в одной классной комнате вести занятия с тремя разными классами сразу на двух языках (со старшими — на русском, с младшими – на белорусском).

## Рабочий факультет
В 1925 году в Смоленском университете открылось белорусское отделение на рабфаке с тремя группами (в каждой до 30 обучающихся). Условия приёма в 1927/1928 учебном году сделали максимально льготными: принимались исключительно белорусы, стаж для которых в сравнении с другими был снижен на один год. Необходимая подготовка заключалась в следующем: знать четыре арифметических действия над целыми числами, иметь «элементарную общественно-политическую ориентировку», уметь читать и писать как на родном языке, так и на русском. Слушателям преподавали белорусский язык и географию на белорусском языке, остальные предметы велись на русском. На рабфаке также сложилась весьма плачевная ситуация, поскольку на него поступали в основном из-за льготных условий приёма. Как отмечалось в официальных справках, при поступлении абитуриенты старались доказать, что «являются настоящими белорусами», а спустя некоторое время учёбы начинали выступать против преподавания белорусского языка.